# Margaromma
Margaromma Keyserling, 1882 è un genere di ragni appartenente alla famiglia Salticidae.

## Etimologia
Il nome del genere deriva dal greco μὰργαρος, màrgaros, che significa perla e dal greco ὄμμα, òmma, che significa occhio, oculo; in pratica dagli occhi di perla, a causa della lucentezza o della colorazione.
Nel tempo vi è stata anche una notevole confusione circa il genere, maschile, femminile o neutro, da attribuire al nome, con il risultato di ingenerare confusione all'atto di denominare le specie.

## Caratteristiche
Per l'accentuata postura del cefalotorace e per la struttura dell'opistosoma è dubbio che M. spatiosum appartenga effettivamente a questo genere.

## Distribuzione
Le 12 specie oggi note di questo genere sono diffuse prevalentemente nella parte settentrionale dell'Indonesia e in Australia. Una sola specie, la M. nitidum, venne rinvenuta in Camerun.

## Tassonomia
Margaromma è considerato un sinonimo anteriore di Allohyllus Strand, 1911, a seguito di uno studio degli aracnologi Heciak & Prószynski del 1984.
A dicembre 2010, si compone di 12 specie:
- Margaromma doreyanum (Walckenaer, 1837) — Nuova Guinea
- Margaromma funestum Keyserling, 1882[3] — Queensland, Nuovo Galles del Sud
- Margaromma imperiosum Szombathy, 1915 — Nuova Guinea
- Margaromma insultans (Thorell, 1881) — Nuova Guinea
- Margaromma namukana Roewer, 1944 — Isole Figi
- Margaromma nitidum Thorell, 1899 — Camerun
- Margaromma obscurum (Keyserling, 1882) — Queensland
- Margaromma semirasum (Keyserling, 1882) — Queensland
- Margaromma sexuale (Strand, 1911) — Isole Aru
- Margaromma soligena Simon, 1901 — Nuova Guinea
- Margaromma spatiosum Peckham & Peckham, 1907 — Borneo
- Margaromma torquatum Simon, 1902 — Arcipelago delle Molucche

### Specie trasferite
- Margaromma albertisi (Thorell, 1881); trasferita al genere Zenodorus Peckham & Peckham, 1886, con la denominazione di Zenodorus albertisi (Thorell, 1881), a seguito di uno studio dell'aracnologo Zabka del 1991[2].
- Margaromma marginatum Simon, 1902; trasferita al genere Zenodorus Peckham & Peckham, 1886, con la denominazione di Zenodorus marginatus (Simon, 1902) a seguito di uno studio dell'aracnologo Zabka del 1991[2].

### Nomen nudum
- Margaromma kochi Simon, 1901; gli esemplari maschili e femminili reperiti nelle Molucche, a seguito di uno studio dell'aracnologo Prószynski del 1984, sono da considerarsi nomina nuda[2].